# Курс біології (телесеріал)
«Курс біології» або «Сучасна біологія» (англ. A.P. Bio) — американський комедійний телесеріал, створений Майклом О'Браєном. Спеціальний перед показ серіалу, який складався з 3-х епізодів, відбувся 1 лютого 2018 року на телеканалі NBC. Головну роль виконує Гленн Говертон.
Серіал зосереджено на житті одного вчителя філософії, Джека Гріффіна, який раніше викладав у Гарварді, але тепер, через скандал на роботі його мрії, він вимушений переїхати до міста Толідо, де він раніше жив із батьками, й працювати вчителем біології розширеного вивчення. Приїхавши до вищої школи Вітлока, Джек насамперед дає учням зрозуміти, що не збирається навчати їх біології, але вирішує натомість використовувати дітей в своїх цілях. Директор школи Дурбін, прагнучи всім довести, що він все ще головний, намагається взяти Джека під контроль.
Прем'єра телесеріалу відбулася 1 березня 2018 року. 8 травня 2018 року телеканал NBC подовжив телесеріал до другого сезону.

## У ролях
- Глен Говертон — Джек Гріффін[4]
- Петтон Освальт — Ральф Дурбін[4]
- Аперна Брейль — Саріка Саркар[6]
- Том Беннетт — Майлз Леонард[7]
- Лірик Льюїс — Стеф[8]
- Меррі Соун — Меррі[9]
- Джин Віллепік — Мішель[10]
- Джейкоб Маккартні — Девін[11]
- Нік Пейн — Маркус[12]
- Нісі Неш — Кім

## Відгуки критиків
Пишучи в The Hollywood Reporter, Даніель Фінберг прокоментував, що у телесеріалу непоганий акторський склад, але розкритикував наявність некумедних жартів. Маргарет Ліон з Нью-Йорк Таймс називає «Курс Біології» «недотепним й недосконалим ситкомом». Джен Чейні з Vulture заявив, що телесеріал має яскраві моменти, але загалом «концептуально виснажений».